# 고대 그리스 미술

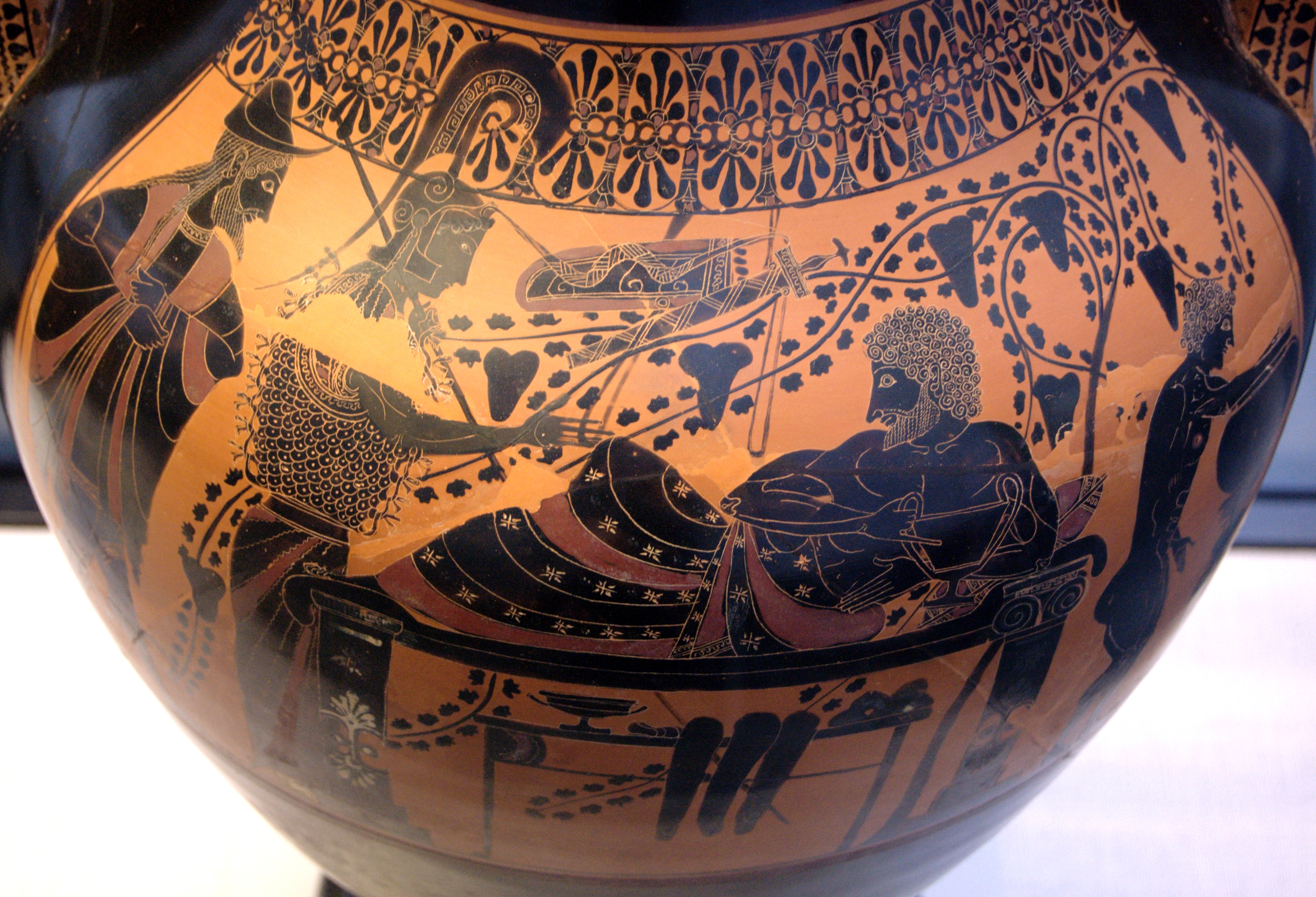
안도키데스 화공의 일체형 암포라. 흑회면에 그려진 헤라클레스와 아테나. 기원전 520년~510년경.

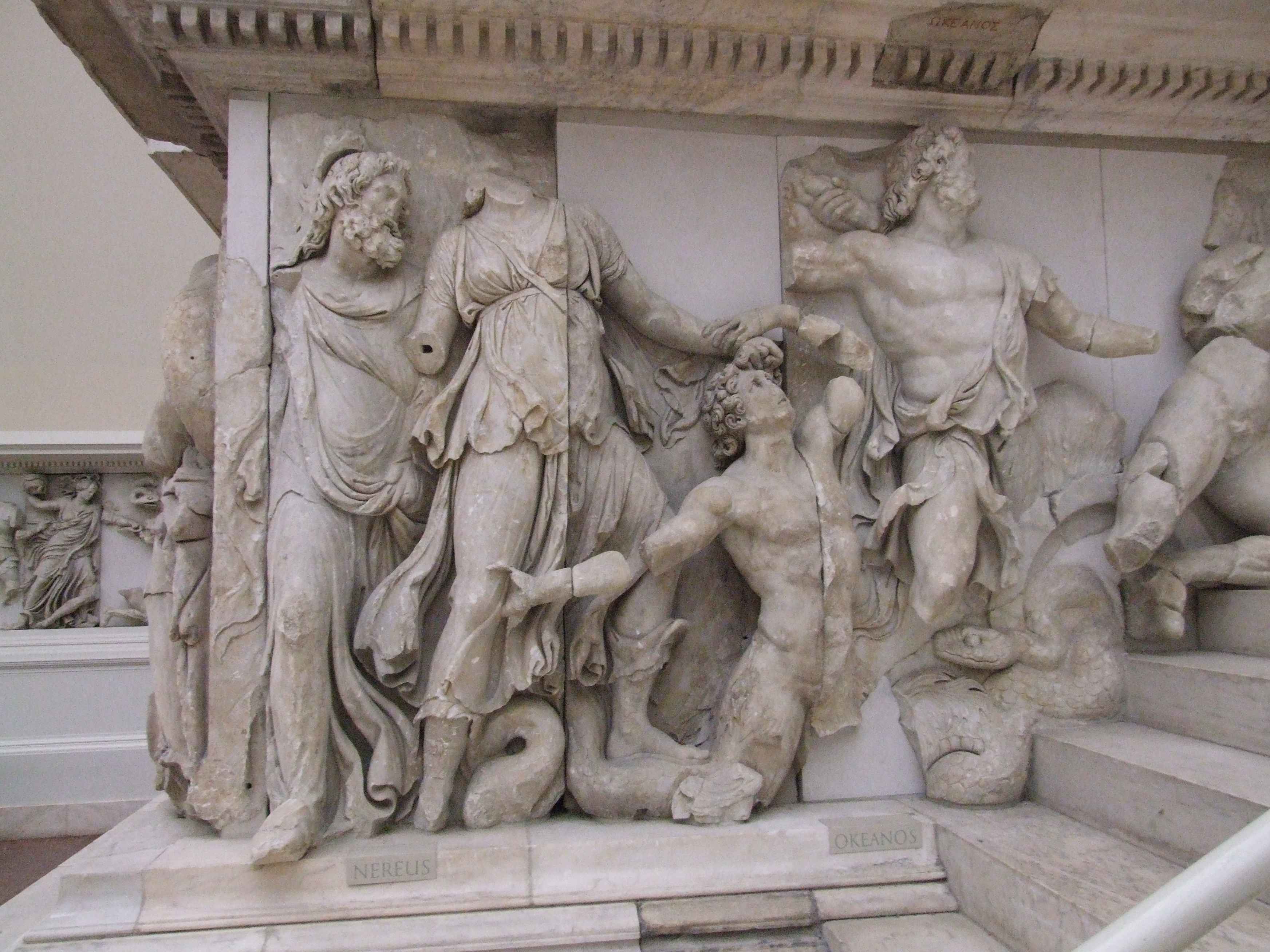
헬레니즘 미술의 걸작 페르가몬 제단 부조의 일면. 좌에서 우로 네레우스, 도리스, 기간테스, 오케아누스.

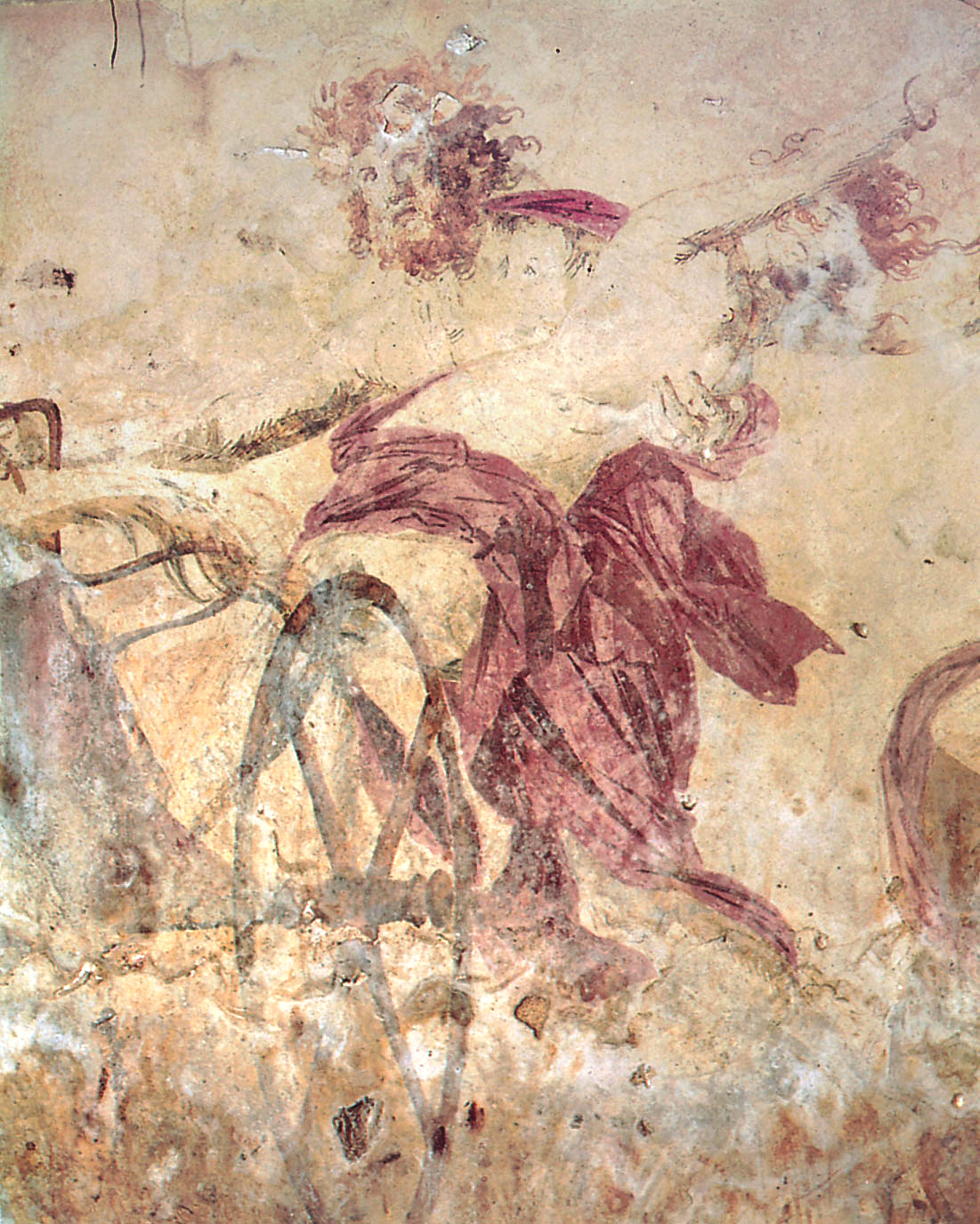
베르기나의 기원전 4세기경 마케도니아 왕릉 벽화 〈페르세포네를 납치하는 하데스〉

고대 그리스 미술은 인체에 대한 자연스러운 동시에 이상적인 묘사의 발전, 특히 나체의 남성상을 주요 대상으로 삼은 변혁이 여러 고대 문명 가운데서도 두드러졌다. 미술 양식이 본격적으로 발달한 것은 기원전 750년에서 300년경 사이로, 그 발전 속도는 고대 수준에서 현저한 것이었다. 현존하는 작품 중에서는 조각으로 가장 잘 드러나며, 회화에서도 중대한 혁신이 벌어졌으나, 당대 수준을 알 수 있는 원본이 현존하는 경우가 얼마 되지 못한 탓에 기본적으로 추정의 영역이며, 논외로 그리스 도기 회화의 경우 별도의 분야로 잘 남아 있다.
그리스 건축은 기술적으로는 단순했으나 세세한 관습으로 조화로운 양식을 수립하였다. 이는 곧 로마 건축에서 차용되면서 서양 건축의 근원을 이루었으며, 일부 현대 건축에서도 여전히 남아 있다. 건축에서 사용된 장식은 도기, 공예 등 다른 매체와 공유하였으며, 알렉산더 대왕이 그리스 세계의 지평을 넓히고서 그리스 양식을 받아들인 불교 미술의 전래로, 유라시아 미술에 엄청난 영향을 끼치게 되었다. 이러한 발전의 사회적 배경에는 고대 그리스의 급격한 정치 발전과 상당한 경제 번영이 있었으며, 철학이나 문학 등의 분야에서 대단한 성취를 이룬 것과 맥락을 같이 한다.
태초의 그리스 미술은 '고대 그리스 미술'의 범주에 들어가지 않는 것이 일반적이며, 그리스 신석기 미술과 에게 미술이 해당된다. 에게 미술은 키클라데스 미술과 미노아 미술, 미케네 미술 등 에게 문명의 문화를 아우른다. 이 시기를 지나서 시작되는 고대 그리스 미술은 양식에 따라 크게 기하학기, 고졸기, 고전기, 헬레니즘기의 네가지 시대로 구분된다. 기하학기의 시작점은 기원전 1000년경부터 잡는 것이 보통이지만, 현실적으로는 처음 200년 간의 미술에 대해서 알려진 것이 적기 때문에 이를 그리스 암흑기로 칭한다. 기원전 7세기에 이르면 고졸기 양식이 서서히 발달하는 모습을 보이며 흑회식 도자기 회화가 대표적인 작품이다. 이후 그리스-페르시아 전쟁을 목전에 둔 기원전 500년부터 고졸기에서 고전기로 넘어가며, 기원전 330년대 알렉산더 대왕의 집권기부터는 고전기가 끝나고 헬레니즘기로 접어들게 된다. 헬레니즘 시대가 끝난 이후에도 시각에 따라 기원전 1세기경을 '그리스로마기'로 부르는 등, 동부 그리스 세계만을 한정하기 위한 시대 구분도 존재한다.
고대 그리스 미술을 네 시대로 구분할 때의 주의점은, 다른 시대로 넘어가는 전환기라 하여 실제로도 급격한 변화가 벌어지는 일은 없었다는 점이다. 고대 그리스 세계에서 미술 양식의 발달은 일관된 것이 아닌, 각 지역마다 각기 다른 속도로 이뤄졌으며, 특정 시대라 하더라도 어떤 예술가들은 다른 이들보다 획기적인 양식으로 작업한 경우도 존재했다. 또 확고한 지역 전통과 현지 교단의 요건이 각 예술 작품마다 드러나기에, 출신지에서 멀리 떨어진 곳에서 발견되었다 하더라도 그 유래를 찾을 수 있는 것이 고대 그리스 미술이다. 한편으로 고대 그리스 미술은 다양한 제품으로 제작되어 널리 수출되었으며, 이를 통한 고대 그리스 세계와 주변 문화권 사이의 교역과 번영은 온 시대를 통틀어 대체로 지속적인 발전을 이루어 나갔다.
오늘날 고대 그리스 미술 작품의 현존 비율은 매체에 따라 극명하게 갈린다. 도기와 화폐는 수량이 넘쳐나는 수준이고, 로마 시대의 복제품이 더 많다고 하는 석조품의 경우도 적잖게 남아 있으며, 대형 청동 조각품도 몇 가지 전해진다. 반면 회화나 청동기는 거의 찾아보기 힘들며, 목제품을 비롯해 썩기 쉬운 재질로 만들어진 미술품은 전무하다. 건축의 경우, 신전이나 극장을 중심으로 그 외형은 지금까지 전해진 것이 많지만 대형 장식이나 부조는 남아있는 것이 적다.

## 도예

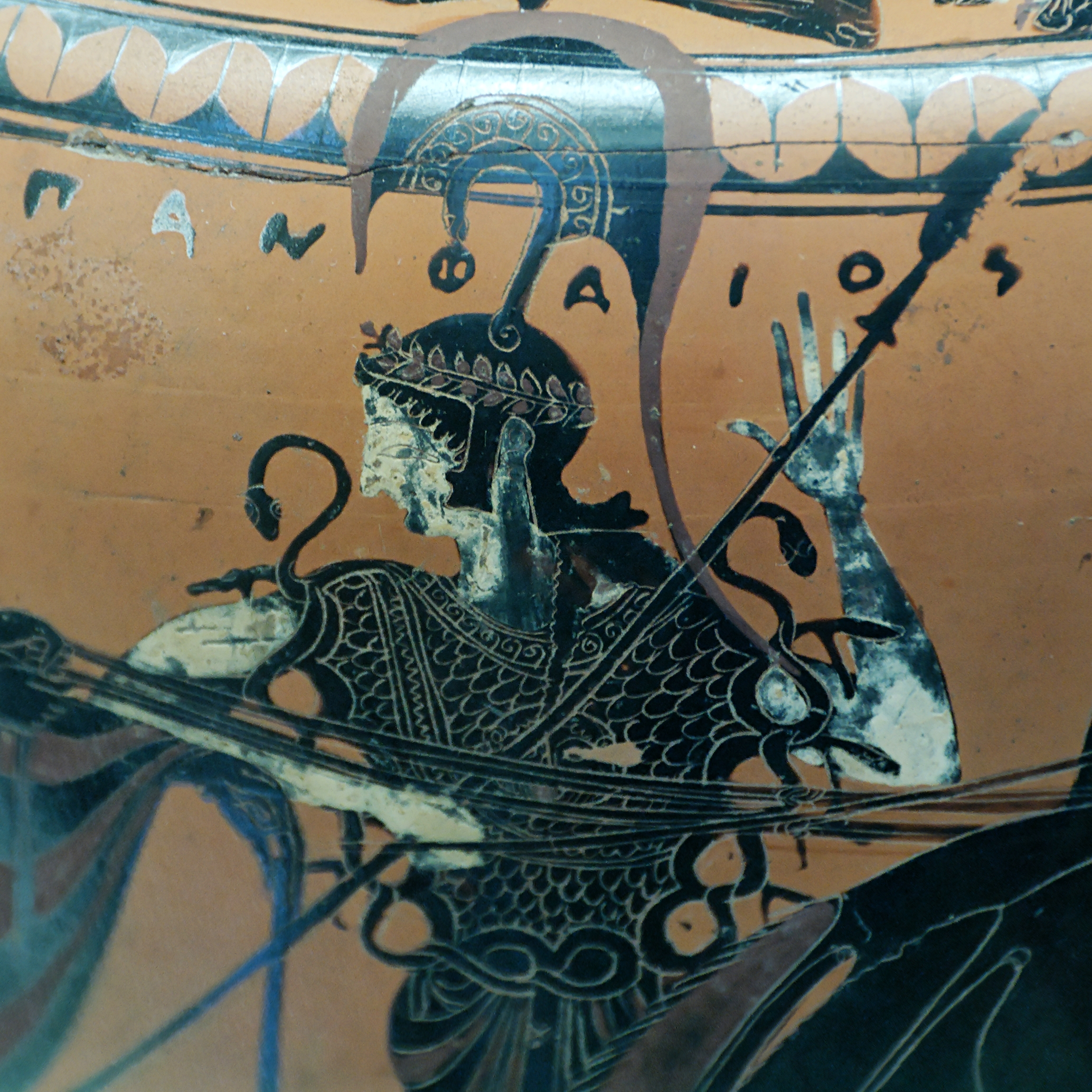
기원전 540년경 제작된 흑회식 도기의 세부회화. 살짝 벗겨진 흰색과 다른 채도의 자주색 안료가 사용된 모습이다.

고대 그리스의 도기는 오늘날 온전한 상태로 전해지는 것이 10만여 점에 달한다. 도기마다 글귀를 새겨 놓았기에 당대 그리스의 생활양식을 다각적으로 엿볼 수 있는 독보적인 자료에 해당된다. 테라코타라 불리는 조각형 도기나 건축용 도기도 채색된 상태에서 수많은 수량이 현재까지 전해지고 있다. 그리스 도예에 관한 서양 문헌에서 도자기 (pottery)라 함은 채색된 도기만을 일컫는데, 이러한 도자기는 무덤에 매장된 부장품으로서, 화장된 유골을 담는 유골함으로 널리 수출되기도 했다.
기원전 600년~350년경에 절정을 이룬 그리스 도기회화는 윤곽선이 얇은 인물상으로 고유하고 독특한 양식을 지니고 있다. 도기회화는 흑회식 (黑繪式, black-figure)과 적회식 (赤繪式, red-figure)의 두가지 부류로 나뉘는데, 이는 그림의 배경이 검은색이냐 붉은색 (도기 본연의 색)이냐에 따라 구분한 것으로 거의 대부분은 서로 반전된 모습을 띄고 있다. 두가지 이외의 색상으로는 극히 일부 영역을 차지하는 흰색이나 자주색 정도로 몹시 제한되었다. 이러한 제작기법과 엄격한 관습의 제약 속에서 화공들은 세련미를 지키면서도 상당한 표현력을 버무리며 놀라운 작품들을 완성해냈다. 이밖에도 백색 도기를 바탕으로 삼는 흰바탕 기법은 표현에 더 많은 여지를 남겼고 잘 마모되지 않아, 무덤에 들어가는 부장품으로 널리 활용되었다.

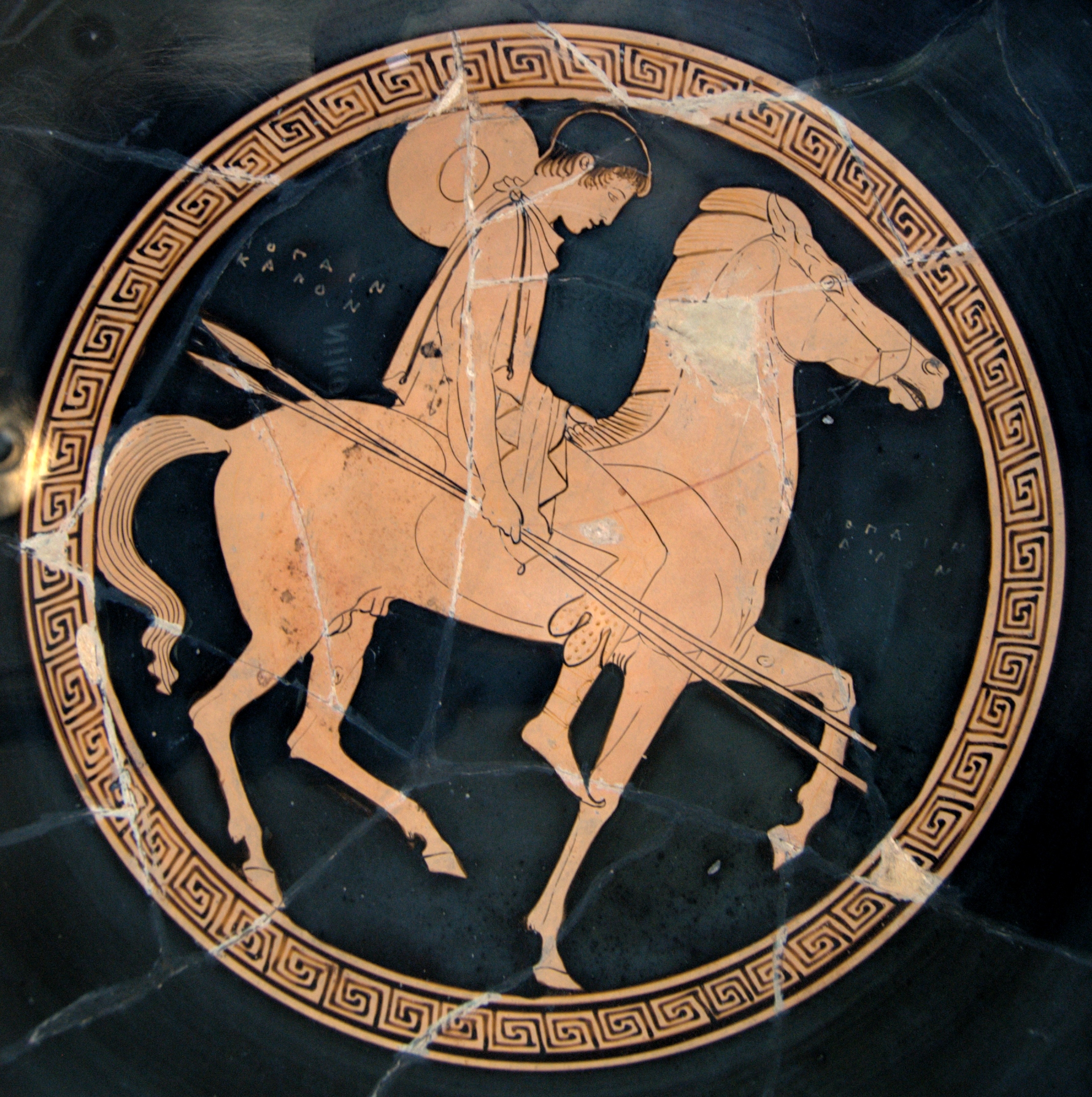
아테네에서 제작된 적회식 그릇잔의 내부 (기원전 450년경)

고대 그리스인들이 제작한 도기는 실생활에 쓰기 위한 용도이며, 전시용으로 제작된 것은 소량이라는 것이 그간의 통설이었다. 그 예외라면 무덤 표식으로 화려하게 제작된 대형 도자기, 대회 우승자에게 주어지는 트로피용 도자기 (파나테아이아 암포라), 부장품으로 특별히 제작되는 도기 조각 등이 꼽혔다. 향수병의 경우에도 병 입구 바로 아랫쪽에 바닥이 있어 조금만 넣어도 가득 차보이게 하는 절약의 효과가 있었다. 그러나 최근 학계에서는 이전에는 단순 부장품으로 생각했던 도기들이 그리스와 에트루리아 양국에서 금속제품의 저렴한 대용품으로서 훨씬 더 많이 생산되었다며 이러한 통설에 의문을 제기하고 있다.
현전하는 채색도기 대다수는 암포라 (항아리), 크라테르 (포도주 섞는 그릇), 히드리아 (물항아리), 파테라 (제물용 그릇), 화장용 기름병과 향수병, 주전자와 그릇잔 등 액체의 보관, 운반, 식용을 위해 만들어진 용도에 해당된다. 음식을 담아먹기 위한 용도에 채색도기를 쓰는 경우는 훨씬 적었다. 또 이러한 채색도기는 '다여섯 명의 인물화가 그려진 작품은 대략 2~3일치 임금의 가격'이란 기록으로 미뤄보아 일반인들도 저렴하게 구입할 수 있었던 것으로 보인다. 토우도 주로 신전에 공급하기 위한 용도로 상당량 생산되었다. 헬레니즘 시대에는 더 넓은 범위의 도기가 생산되었으나 미적 가치를 지닌 것은 적다.

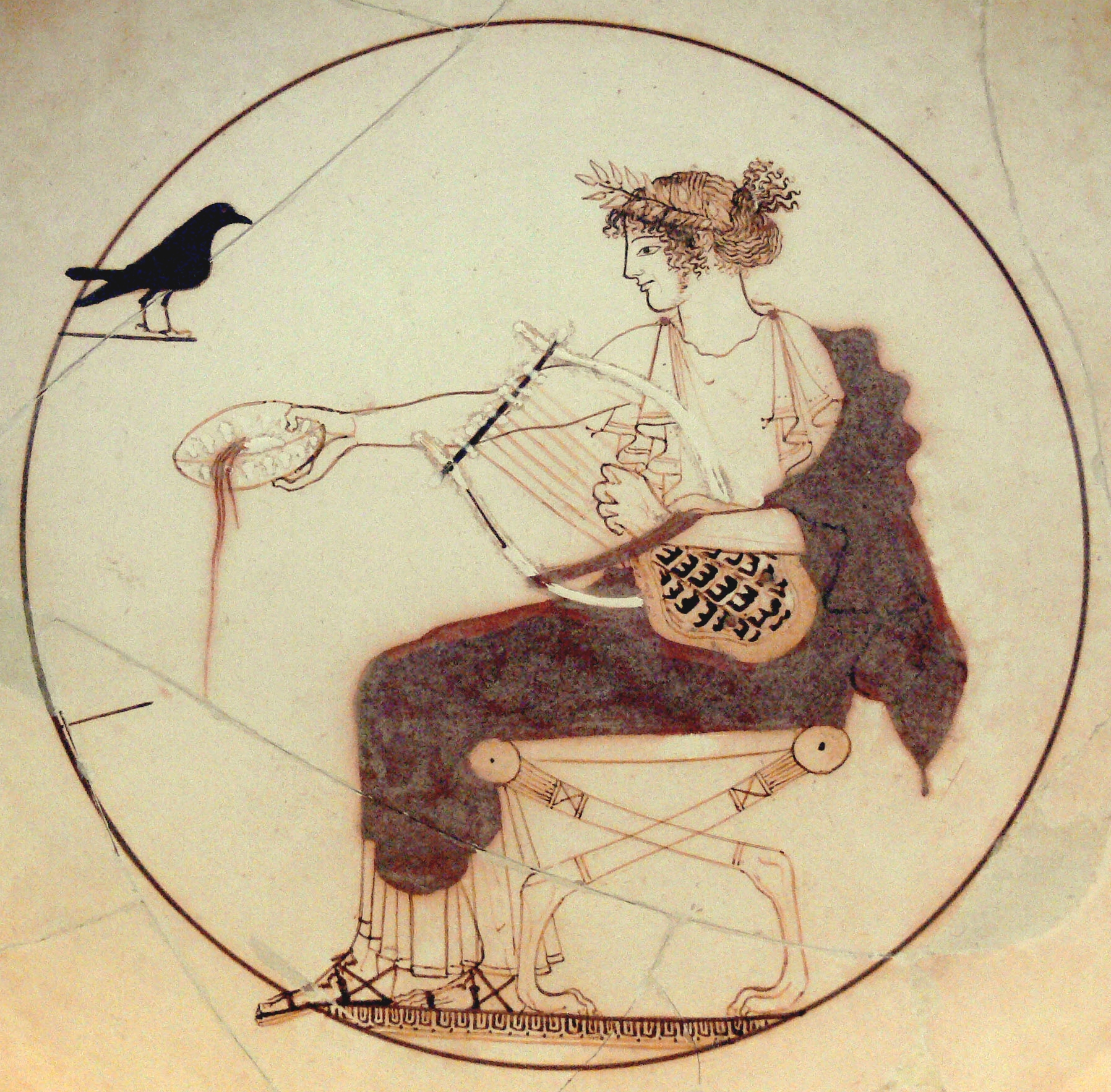
아테네에서 제작된 흰바탕 도기, 〈제례용 술을 붓는 아폴로의 킬릭스〉(기원전 460년, 확대)

초창기에는 그리스의 꽤 작은 도시들도 본연의 도자기를 생산하였다. 당대의 도자기는 양식과 규격이 몹시 다양했다. 에게해 군도, 크레타섬, 이탈리아반도 남부의 무역도시 등지에서 생산된 도자기들은 예술의 경지에 이르기도 하였다. 그러나 후기 고졸기와 초기 고전기에는 코린토스와 아테네라는 상업의 독보적 중심지가 도기 생산을 독점하게 되었다. 이 두곳에서 생산된 도기는 그리스 전역으로 수출되어 현지 생산된 도기들을 밀어냈으며, 멀게는 스페인과 우크라이나까지 진출하기도 하였다. 이탈리아에서도 그리스제 도기가 흔히 발굴되어 18세기부터 '에트루리아 도자기'로 불렸다. 이 도자기 가운데 상당수는 저품질 대량생산품이었는데, 실제로 기원전 5세기에 이르면 도예의 산업화가 이루어지면서, 도기회화도 더 이상 예술의 한 기법으로 존재하기 어렵게 되었다.
그리스 도기에는 도공이나 장인의 이름이 새겨지며, 그림을 그린 화공의 이름이 새겨진 것은 소수에 불과하다. 그러나 회화 속에서 발견되는 특징으로 화공을 구분할 수 있으며 그 가짓수만 수백명에 달한다. 서명이 없는 경우에는 그림의 주제에 따라 명명하거나 (예: 아킬레스 화공), 화공이 소속된 공방의 명칭을 붙이거나 (예: 후기 고졸기의 클레오프라데스 화공), 그 도기가 발견된 지역명 (예: 후기 고졸기의 베를린 화공)을 붙여서 구분한다.

## 같이 보기
- 디오니소스
- 아테네 국립 고고학 박물관

## 참고 문헌
- "Beazley" The Classical Art Research Centre, Oxford University. Beazley Archive 보관됨 2010-08-19 - 웨이백 머신 – Extensive website on classical gems; page titles used as references
- Boardman, John ed., The Oxford History of Classical Art, Oxford University Press, 1993, ISBN 0198143869
- Burnett, Andrew, Coins; Interpreting the Past, University of California/British Museum, 1991, ISBN 0520076281
- Chamoux, Françios, Hellenistic Civilization, translated by Michel Roussel, Oxford: Blackwell Publishing, 2002 [1981], ISBN 0631222421.
- Cohen, Ada, Art in the Era of Alexander the Great: Paradigms of Manhood and Their Cultural Traditions, New York: Cambridge University Press, 2010, ISBN 9780521769044
- Cook, R.M., Greek Art, Penguin, 1986 (reprint of 1972), ISBN 0140218661
- Dunbabin, Katherine, M. D., Mosaics of the Greek and Roman World, Cambridge: Cambridge University Press, 1999, ISBN 0521002303
- Hardiman, Craig I., (2010). "Classical Art to 221 BC", In Roisman, Joseph; Worthington, Ian, A Companion to Ancient Macedonia, Oxford: Wiley-Blackwell, 2010, ISBN 9781405179362.
- Honour, Hugh, Neo-classicism. Style and Civilisation 1968 (reprinted 1977), Penguin
- Howgego, Christopher, Ancient History from Coins, Routledge, 1995, ISBN 041508993X
- Karouzou, Semni, National Museum : Illustrated Guide to the Museum (NM of Athens), 1980, Ekdotike Athenon S.A., ISBN 9789602130049  (later edition)
- Rasmussen, Tom, Spivey, Nigel, eds., Looking at Greek Vases, 1991, Cambridge University Press, ISBN 9780521376792, google books
- Rawson, Jessica, Chinese Ornament: The Lotus and the Dragon, 1984, British Museum Publications, ISBN 0714114316
- Smith, R.R.R., Hellenistic Sculpture, a handbook, Thames & Hudson, 1991, ISBN 0500202494
- Williams, Dyfri. Masterpieces of Classical Art, 2009, British Museum Press, ISBN 9780714122540
- Woodford, Susan, An Introduction To Greek Art, 1986, Duckworth, ISBN 9780801419942
- Greece: From Mycenae to the Parthenon, Henri Stierlin, TASCHEN, 2004